# Listă de conducători de stat din 685
681 - 682 - 683 - 684 - 685 - 686 - 687 - 688 - 689
Aceasta este o listă a conducătorilor de stat din anul 685:

## Europa
- Anglia, statul anglo-saxon Northumbria: Ecgfrith (rege, 671-685) și Aldfrith (rege, 685-704)
- Anglia, statul anglo-saxon East Anglia: Aldwulf (rege, 664-713?)
- Anglia, statul anglo-saxon Essex: Sebbi (rege, cca. 664-cca. 694)
- Anglia, statul anglo-saxon Kent: Eadric (rege, 685-686)
- Anglia, statul anglo-saxon Mercia: Ethelred (rege, 675-704)
- Anglia, statul anglo-saxon Sussex: Eadric (rege, 686-686)
- Anglia, statul anglo-saxon Wessex: Centwine (rege, 678-cca. 686)
- Bavaria: Theodo I (duce din dinastia Agilolfingilor, c. 680-716)
- Benevento: Gisulf I (duce, 680-706)
- Bizanț: Constantin al IV-lea (împărat din dinastia Heraclizilor, 668-685) și Justinian al II-lea Rhinotmetos (împărat din dinastia Heraclizilor, 685-695, 705-711)
- Bulgaria: Asparuh (Isperih) (han, 681-cca. 700)
- Francii din Austrasia: Theuderich al III-lea (rege din dinastia Merovingiană, 678-691; totodată, rege în Neustria și Burgundia, 673, 675, 676-691)
- Francii din Neustria și Burgundia: Theuderich al III-lea (rege din dinastia Merovingiană, 673, 675, 676-691; totodată, rege în Austrasia, 679-691)
- Friuli: Landar (duce, 678-???) sau Rodoald (duce, ???-694)
- Gruzia, statul Khartlia (Iberia): Adarnase al II-lea (patriciu, cca. 650-684/685) și Guaram al II-lea (suveran, 684/685-693)
- Longobarzii: Perctarit (rege din dinastia bavareză a Agilolfingilor, 661-662, 671 sau 672-688)
- Neapole: Caesarius I (duce bizantin, 677/678-684/685) și Ștefan I (duce bizantin, 684/685-687/688)
- Ravenna: Theodor al II-lea (exarh, 678-687)
- Scoția, statul picților: Brude al III-lea (rege, 672-693)
- Scoția, statul celt Dalriada: Maelduin (rege, 673-689) și Ferchar Fota (rege, 677-697)
- Spoleto: Thrasimund I (duce, 665-703; totodată, conte de Capua)
- Statul papal: Benedict al II-lea (papă, 684-685) și Ioan al V-lea (685-686)
- Vizigoții: Ervigi (Erwig) (rege, 680-687)

## Asia

### Orientul Apropiat
- Bizanț: Constantin al IV-lea (împărat din dinastia Heraclizilor, 668-685) și Justinian al II-lea Rhinotmetos (împărat din dinastia Heraclizilor, 685-695, 705-711)
- Califatul omeiad: Maruan I ibn al-Hakam ibn Abu'l-Asa ibn Omeia (calif din dinastia Maruanizilor, 684-685) și Abd al-Malik ibn Maruan (calif din dinastia Maruanizilor, 685-705)

### Orientul Îndepărtat
- Cambodgia, statul Tjampa: Vikrantavarman I (Prakasadharma) (rege din a patra dinastie, 653-686?)
- Cambodgia, statul Chenla: Jayadevi (regină, cca. 681-cca. 713)
- China: Ruizong (împărat din dinastia Tang, 684-690, 710-712), Wu Zhao (împărăteasă din dinastia Tang, 684-704) și Gaozong (uzurpator, 684-704)
- Coreea, statul Silla: Sinmun (Chongmyong) (rege din dinastia Kim, 681-692)
- India, statul Chalukya: Vinayaditya Satiașraya (rege, 681-696)
- India, statul Chalukya răsăriteană: Mangi-Yuvaraja (rege, 672-696)
- India, statul Pallava: Narasimhavarman al II-lea (rege din a doua dinastie, 680-720)
- Japonia: Tenmu (împărat, 673-686)
- Kashmir: Chandrapida (rege, 682-691)
- Nepal: Bhimarjanadeva (rege din dinastia Thakuri, 672-711)
- Sri Lanka: Manavamma (rege din dinastia Silakala, 684-703)
- Tibet: 'Dus-srong gNam-t'ul (chos-rgyal, 676/679-704)